# Hanzeboog
De Hanzeboog is een gecombineerde spoorbrug en fietsbrug bij Zwolle over de rivier de IJssel. Ze maakt deel uit van de spoorlijn Utrecht - Kampen, de spoorlijn Lelystad - Zwolle en de snelfietsroute Zwolle - Hattem. De brug werd in juni 2011 geopend.

## Oude spoorbrug
De oude enkelsporige spoorbrug werd in gebruik genomen op 6 juni 1864. In de jaren dertig werd de brug dubbelsporig gemaakt waarbij een nieuwe enkelsporige brug op de reeds daarvoor geschikte pijlers geplaatst werd. Op 21 januari 1935 reed de eerste officiële trein over de nieuwe brug, waarna ook de oude enkelsporige brug vervangen kon worden. Deze bruggen zijn in 1940 door het Nederlandse en in 1945 door het Duitse leger opgeblazen. Van de vervangende dubbelsporige brug, die nog maar 1 hoofdoverspanning kende, kwam het eerste spoor op 2 mei 1946 beschikbaar voor het treinverkeer. In 1950 werd de lijn geëlektrificeerd en werd de brug voorzien van bovenleiding, sindsdien is de brug onveranderd gebleven tot aan de vervanging door een nieuwe brug iets ten zuiden ervan.
De spoorbrug had een hefbrug als beweegbaar gedeelte. De lage overbrugging en het beperkte vaargedeelte onder de hefbrug vormden een ernstige flessenhals voor (vracht)schepen. Meerdere malen zijn er schepen tegen de brug aangevaren, wat vaak ook consequenties had voor het treinverkeer. De waterstanden bij de spoorbrug bij Zwolle waren zodoende belangrijk voor de scheepvaart.
Op 10 juni 2011 reed er voor het laatst een trein over de oude brug, waarna de bovenleiding in de weken daarop werd verwijderd. De sloop van de brug startte op 12 september, waarbij de pijler aan de Hattemse kant, de uit 1936 daterende hefwielen van de brug en een deel van het tracé met onderdoorgang aan de Zwolse kant (met een gedenksteen uit 1905) als monument behouden bleven.
De nog steeds aanwezige 'eerste steen', op 7 oktober 1862 gelegd door de in Zwolle geboren minister Thorbecke, werd uit het te slopen landhoofd gehaald en ingemetseld in de pijler. De gerestaureerde plaquette werd precies 150 jaar later, op 7 oktober 2012, onthuld. Een klein deel van de oude spoordijk is nog steeds aanwezig. De gemeente Zwolle heeft een picknickplaats gemaakt op de oude spoordijk, waar ook nog een stuk spoor, inclusief rails, aanwezig is.

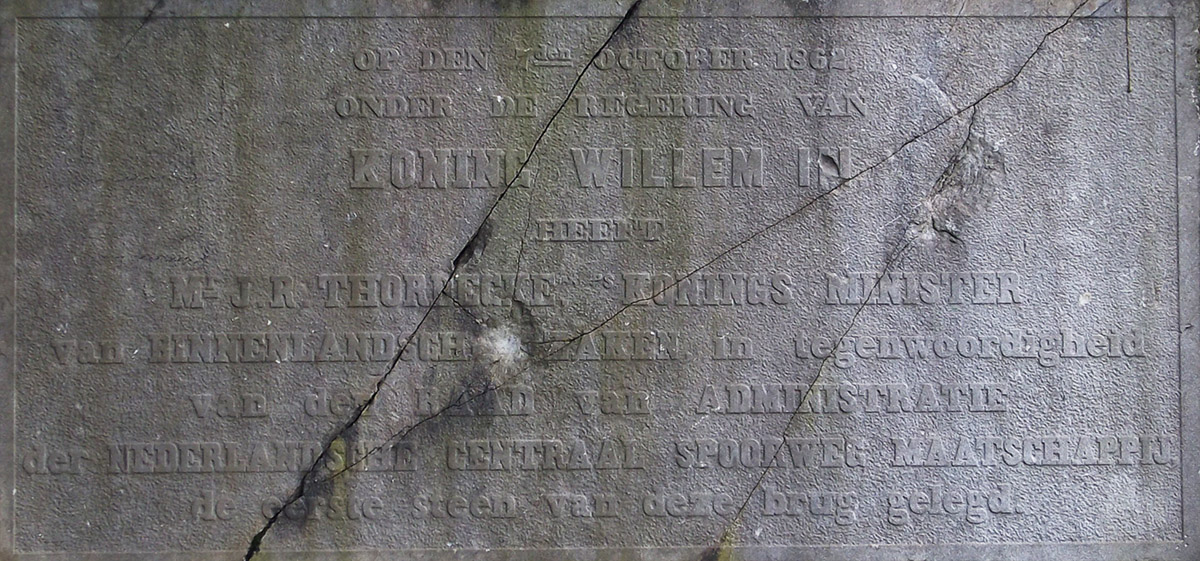
Eerste steen IJsselbrug
- De spoorbrug wordt beproefd (1935)
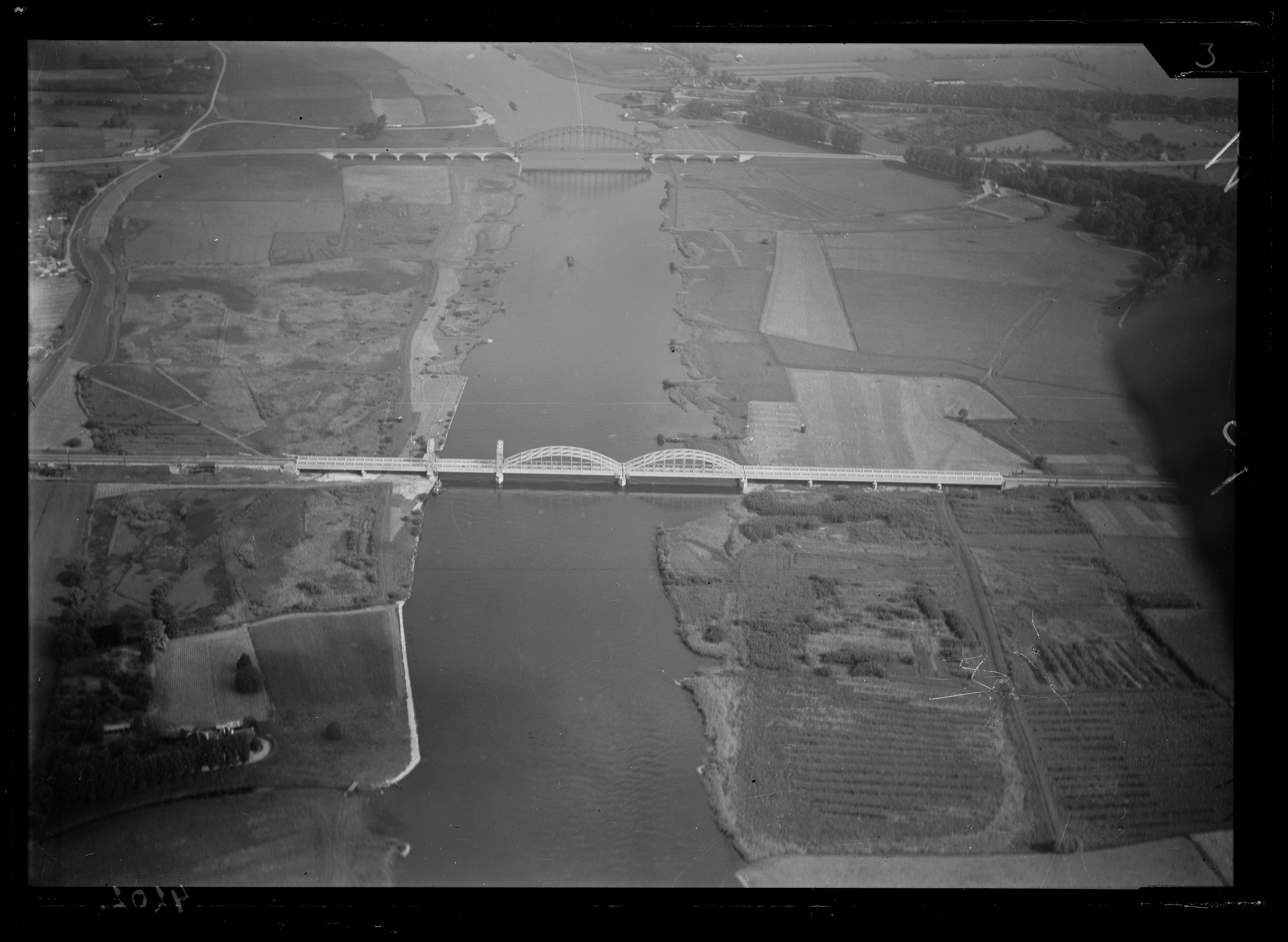
De oude IJsselspoorbrug voor 1940
- Heringebruikname van de spoorbrug, 2 mei 1946
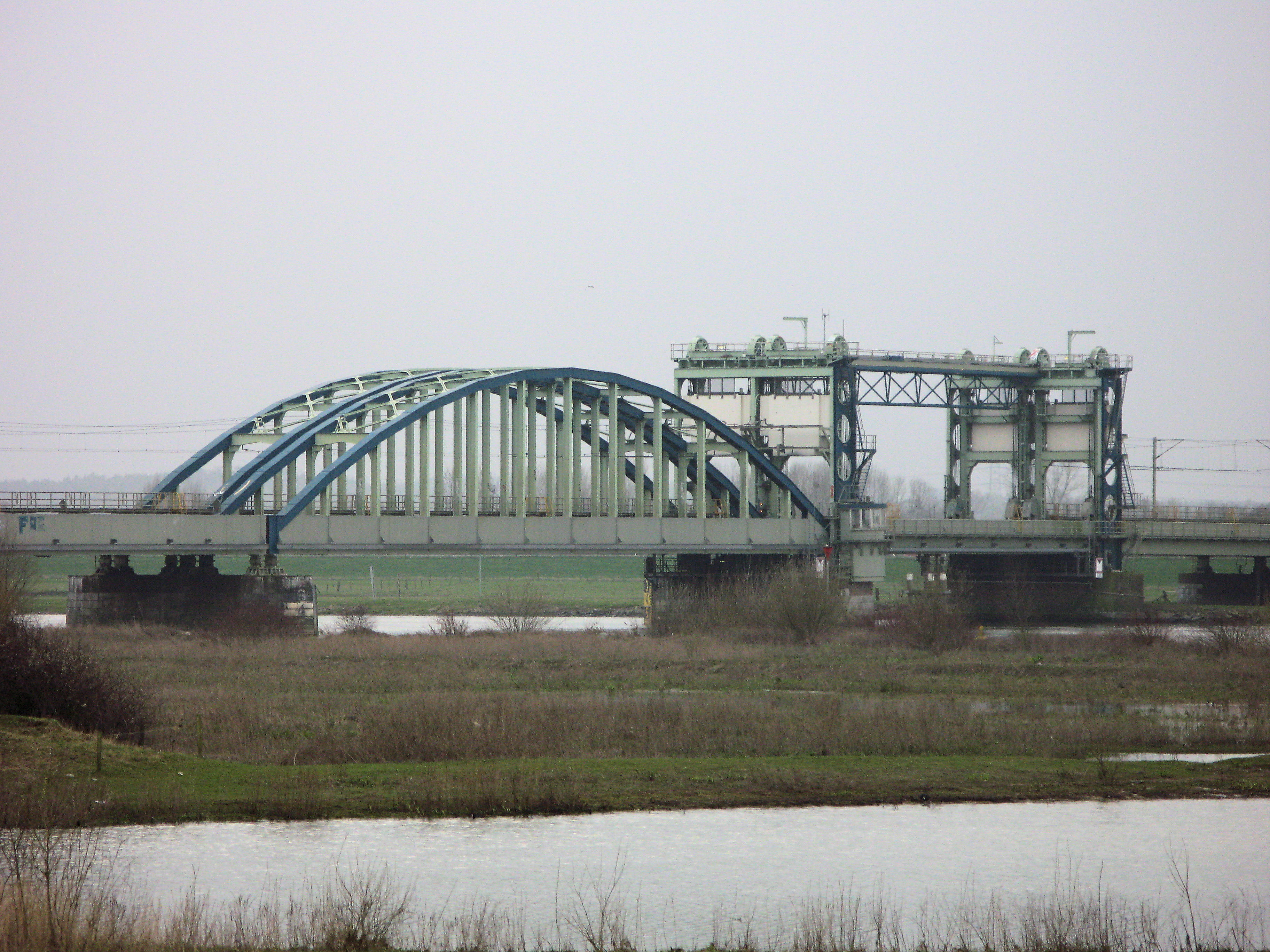
De oude IJsselspoorbrug

## Nieuwe spoorbrug

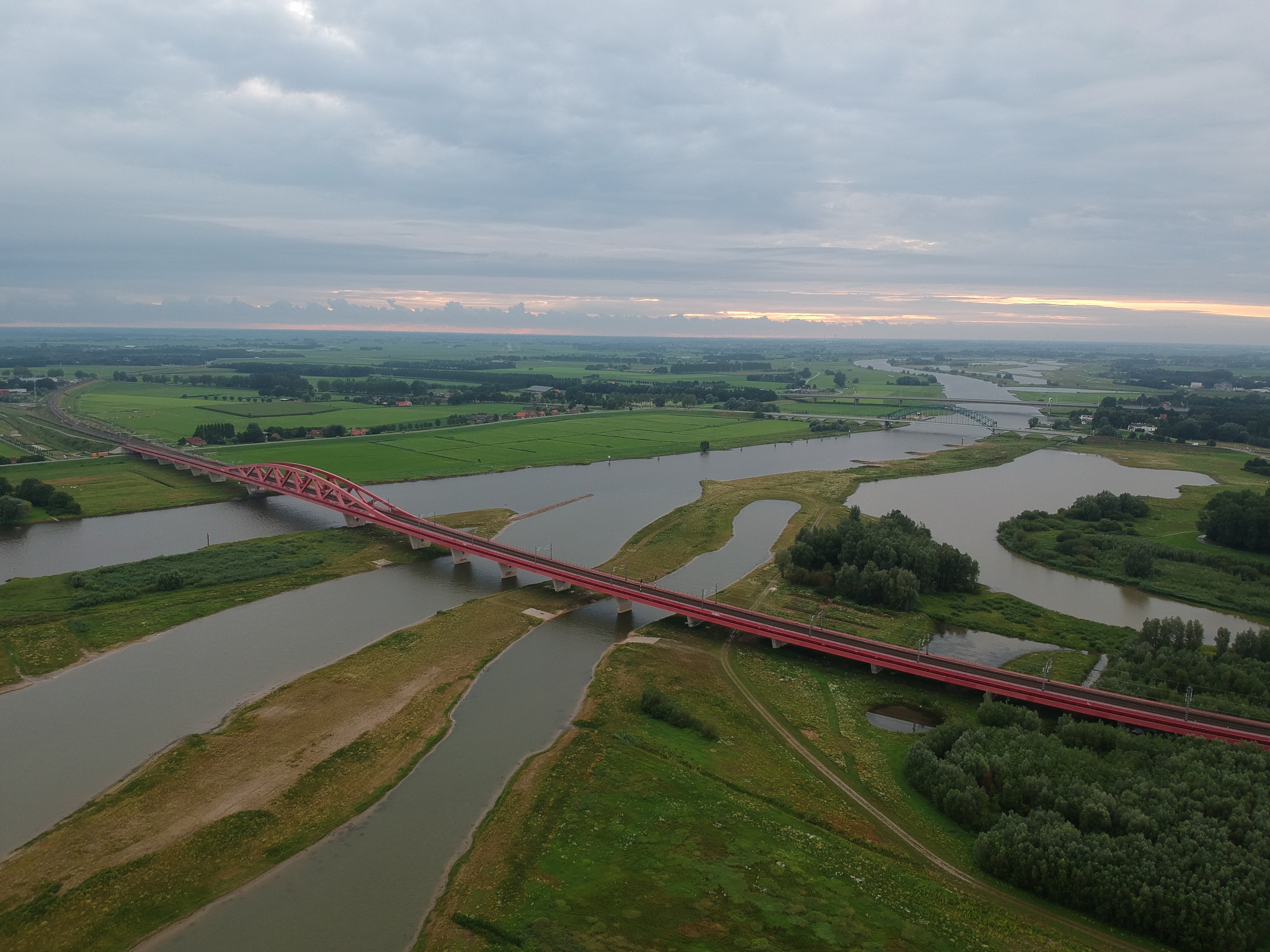
De Hanzeboog met boven de IJssel en daaronder de in 2015 gereedgekomen nevengeulen die werden uitgegraven in het kader van het project Ruimte voor de Rivier

Vanwege de aanleg van de Hanzelijn was er een nieuwe oeververbinding nodig ter vervanging van de oude brug. Na een lange discussie is er gekozen voor een nieuwe brug in plaats van een tunnel. De nieuwe spoorbrug ligt op Rijnvaarthoogte, waardoor de scheepvaart gemakkelijker kan passeren en er geen beweegbaar gedeelte meer nodig is. Het ontwerp is van Quist Wintermans Architekten.
De nieuwe brug ligt enkele tientallen meters stroomopwaarts ten opzichte van de oude en bestaat uit een dubbel spoor en een fietspad. De spoorbrug, die de naam 'Hanzeboog' kreeg, heeft een lengte van 1 kilometer en rust op 18 betonnen pijlers, waardoor het water bij hoge waterstand meer ruimte heeft. De brug bestaat uit een ongeveer 1 kilometer lang stalen frame met een vaste bevestiging op de linkeroever en aan de Zwolse kant een dilatatievoeg. Deze voeg, ook wel compensatie inrichting genoemd, kan een lengteverschil door krimpen en uitzetten van bijna een meter opvangen.
In het weekend van 1 en 2 mei 2010 is de hoofdoverspanning op zijn plaats gehesen. De brug werd tijdens het paasweekend van 2011 in de richting Amersfoort - Zwolle in gebruik genomen. Tijdens het daaropvolgende pinksterweekend is het spoor voor de richting Zwolle - Amersfoort aangesloten, waarmee vanaf 14 juni 2011 de nieuwe brug volledig in gebruik is genomen.

## Fietsbrug
De fietsbrug van de Hanzeboog maakt deel uit van de snelfietsroute Zwolle - Hattem (fietssnelweg).